# Rogue Squadron
Il Rogue Squadron è uno squadrone aeronautico immaginario, presente nella serie fantascientifica di Guerre stellari. Apparve per la prima volta in Una nuova speranza (1977) con il nome di "Red Squadron", l'elitario gruppo di X-wing a cui Luke Skywalker venne assegnato dopo la sua entrata nell'Alleanza Ribelle.
Lo squadrone appare successivamente in L'Impero colpisce ancora (1980): dopo battaglia di Hoth, Luke ne viene nominato comandante e riorganizza il gruppo chiamandolo con il nuovo nome "Rogue Squadron". Egli immagina un gruppo di piloti in grado di accettare qualsiasi missione. Secondo quanto affermato dalla Star Wars Encyclopedia, il Rogue Squadron è composto dai migliori piloti ed i migliori combattenti. Lo squadrone combatte per l'Alleanza Ribelle.
Nell'Universo espanso combatte per la Nuova Repubblica e viene descritto in particolare nella serie di romanzi Star Wars: X-wing, composta da 10 volumi, e numerosi fumetti, oltre che in una serie videoludica denominata Rogue Squadron.

## Apparizioni nei film diGuerre stellari
Il Red Squadron, predecessore del Rogue Squadron, viene mostrato la prima volta in Una nuova speranza (1977) durante l'attacco alla prima Morte Nera. Vengono mostrati molti dei più importanti piloti, inclusi Biggs Darklighter ("Rosso Tre"), Jek Porkins ("Rosso Sei"), Wedge Antilles ("Rosso Due"), e Luke Skywalker ("Rosso Cinque"). Lo squadrone è presente anche in L'Impero colpisce ancora durante la battaglia di Hoth e in Il ritorno dello Jedi nell'attacco alla seconda Morte Nera.
Lo squadrone non è mai un punto focale di questi film, e raramente viene chiamato "Rogue Squadron" (invece, il termine "Red Squadron" è il più usato).

## Piloti principali
- Wedge Antilles
- Wes Janson
- Derek Klivian, detto "Hobbie"
- Dak Ralter
- Zev Senesca
- Jek Porkins
- Luke Skywalker

## Univero espanso
La serie a fumetti Star Wars: X-wing Rogue Squadron e la serie di romanzi Star Wars: X-wing, scritte da Michael A. Stackpole, furono i primi lavori a focalizzarsi sulle avventure e gli exploit del gruppo. La serie inizia con la riforma del gruppo avvenuta dopo la battaglia di Endor.
A lui viene attribuita la creazione del personaggio di Corran Horn, che in seguito divenne il personaggio principale di un romanzo in prima persona, I, Jedi, scritto dallo stesso Stackpole. Horn in seguito divenne un personaggio famoso nell'Universo espanso, giocando ruoli principali in molti romanzi della serie The New Jedi Order. Al tempo di questi libri, Horn era un cavaliere Jedi già dimessosi dallo squadrone, ma i Rogues sono ancora potenti.
Lo squadrone è protagonista anche di molti videogiochi: Star Wars: Rogue Squadron, Star Wars: Rogue Squadron 3D, Star Wars Rogue Squadron II: Rogue Leader, e Star Wars Rogue Squadron III: Rebel Strike.

### La storia nell'Universo espanso diGuerre stellari
Il Red Squadron fu essenziale per la distruzione della Morte Nera durante la Battaglia di Yavin. Dopo questa battaglia, lo squadrone venne diviso in due gruppi. Il primo fu il "Renegade Flight" sotto il comando di Narra, mentre il secondo fu il "Rogue Flight" sotto Luke Skywalker. Non appena i due gruppi divennero autonomi, furono esentati da ordini superiori, pronti in qualsiasi tempo o posto per missioni urgenti. Il loro nucleo fu composto da Luke Skywalker, Wedge Antilles, Zev Senesca, e Wes Janson.
Il Renegade Flight venne distrutto prima della Battaglia di Hoth durante la scorta di un convoglio che trasportava provviste per una base Ribelle. I Rogues su Hoth ebbero il gravoso compito di difendere la Echo Base nonostante nuovi piloti fossero già stati aggiunti al proprio gruppo, come Derek Klivian e Tycho Celchu. Durante la Battaglia di Hoth. i Rogues aggiunsero molti "ospiti" allo squadrone. I dodici snowspeeder diedero ai Ribelli abbastanza tempo per evacuare la Base ed essere distrutti nella susseguente battaglia.
Dopo l'evacuazione di Hoth, Antilles assunse il comando durante l'"ingiustificata" assenza di Luke per il suo allenamento svolto da Yoda su Dagobah. Dopo gli eventi di L'Impero colpisce ancora, Skywalker e Antilles crearono un gruppo di dodici unità attorno al gruppo storico, ed il Rogue Squadron venne alla luce. Antilles dovette spesso comandare lo squadrone quando Luke era impegnato in altre missioni. Una delle ultime missioni di Skywalker fu la Battaglia di Gall contro l'Impero, nel tentativo di catturare i cacciatori di taglie che avevano rapito Ian Solo.
Durante la Battaglia di Endor, il Rogue Squadron venne sciolto ed assorbito dalla flotta generale in cui Antilles assunse il ruolo di Capo Rosso, in ricordo della Battaglia di Yavin. Lo squadrone venne riformato di corsa da Antilles utilizzando i migliori piloti Ribelli nel tentativo di difendere Bakura. In questo periodo il gruppo era composto di sole sei unità: Antilles, Janson, Klivian, Celchu, Plourr Ilo e Dllr Nep. Una delle principali missioni svolte durante la creazione della Nuova Repubblica fu il fallimentare tentativo di salvare Sate Pestage, che sosteneva la Nuova Repubblica.
Da quando Janson e Klivian divennero addestratori di nuovi piloti, Antilles dovette reinventarsi il Rogue Squadron, includendo piloti provenienti da numerosi pianeti, dichiaratamente per ragioni politiche. Questo "nuovo" Rogue Squadron distrusse alcune delle forze Imperiali guidate da Ysanne Isard, contribuendo in modo decisivo alla riconquista di Coruscant e combattendo nella Guerra Bacta, al fine di riconquistare il mondo di Thyferra dalle mani di Isard.
In quel periodo, Klivian guidò uno squadrone temporaneo in mancanza di quello "vero". Dopo il suo ritorno su Thyferra, Antilles passò il comando a Tycho Celchu e fondò il Wraith Squadron. Antilles comandò entrambi i gruppi contro il Signore della Guerra Zsinj prima di tornare alla guida del Rogue per combattere il Grande Ammiraglio Thrawn, l'Ammiraglio Krennel, i cloni di Palpatine ed altre battaglie.
La flotta partecipò anche alla battaglia di Mon Calamari durante la campagna dell'Ammiraglio Daala contro la Nuova Repubblica. In questo periodo, l'ex leader Luke Skywalker stava addestrando la sua prima classe di cavalieri Jedi, tra cui il pilota Rogue Corran Horn.
Lo squadrone venne guidato da Tycho Celchu dopo la guerra contro Krennel, e da Gavin Darklighter durante la guerra degli yuuzhan vong.

### Piloti principali nell'Universo espanso
- Wedge Antilles
- Tycho Celchu
- Biggs Darklighter
- Corran Horn
- Wes Janson
- Derek Klivian, detto "Hobbie"
- Crix Madine
- Kasan Moor
- Jek Porkins, detto Piggy"
- Dak Ralter
- Zev Senesca
- Luke Skywalker